# Aparejo potencial

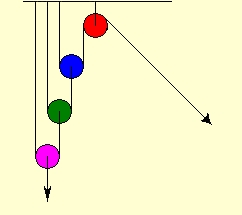
Esquema de un aparejo potencial

El aparejo potencial,
```
 es una 
máquina simple
 utilizada para mover en forma ascendente y descendente (con modificaciones se puede adaptar a movimientos horizontales), elementos cuyo elevado peso, impide que sea movido por la fuerza de un humano sin ayuda 
mecánica
.
[
1
]
[
2
]
```

Un aparejo potencial consta básicamente de una polea fija anclada a un punto resistente que se encuentre a mayor altura que el elemento que se desea mover, y una o varias poleas móviles. La polea fija se enhebra mediante una cuerda (soga o maroma), una cadena o un cable de acero, que en un extremo está anclado al mismo punto que la polea, pero que en su recorrido abraza a una segunda polea, y cuyo otro extremo es en el que se realiza la fuerza de tracción (acción). Esta segunda polea es del tipo flotante, y de su centro, pende una segunda soga, maroma, cadena o cable de acero, que posee su otro extremo anclado a la superficie antes mencionada. De esta forma, pueden colocarse tantas poleas como sean necesarias, teniendo en cuenta que por cada polea que se agrega, el peso se reduce a la mitad del peso que actúa sobre la polea anterior. El elemento a mover, está aplicado, sobre el eje de la última polea del tren de poleas.
Como se ha mencionado un aparejo potencial genera una ventaja mecánica y la fórmula para su cálculo es: 
| Símbolo           | Nombre                                  |
| ----------------- | --------------------------------------- |
| {\displaystyle T} | Fuerza a realizar                       |
| {\displaystyle P} | Peso del elemento a mover               |
| {\displaystyle n} | Cantidad de poleas móviles que poseemos |

La desventaja del uso de un aparejo potencial es que el espacio recorrido por la carga es notablemente menor que la longitud de cuerda que pasa por la polea fija. Concretamente la relación de longitudes es la inversa de la razón que se da en la ventaja mecánica:

{\displaystyle {\frac {L_{T}}{\delta _{P}}}=2^{n}}